# رينيه سولير
رينيه سولير هو لاعب كرة قدم سويسري في مركز الدفاع، ولد في 31 مايو 1974. لعب مع نادي ويل.